# Барабан (Курская область)
Барабан — хутор в Конышёвском районе Курской области России. Входит в состав Платавского сельсовета.

## География
Хутор находится в бассейне Платавки (левый приток Свапы), в 39,5 км от российско-украинской границы, в 81 км к западу от Курска, в 21 км к юго-западу от районного центра — посёлка городского типа Конышёвка, в 9 км от центра сельсовета — деревни Кашара.
Климат
Барабан, как и весь район, расположен в поясе умеренно континентального климата с тёплым летом и относительно тёплой зимой (Dfb в классификации Кёппена).
Часовой пояс
Хутор Барабан, как и вся Курская область, находится в часовой зоне МСК (московское время). Смещение применяемого времени относительно UTC составляет +3:00.

## Население
| 2002 | 2010 |
| ---- | ---- |
| 2    | ↘0   |

## Транспорт
Барабан находится в 40 км от автодороги федерального значения М3 «Украина» (Москва — Калуга — Брянск — граница с Украиной), в 66 км от автодороги М2 «Крым» (Москва — Тула — Орёл — Курск — Белгород — граница с Украиной), в 34,5 км от автодороги А142 (Тросна — М-3 «Украина»), в 34 км от автодороги регионального значения 38К-038 (Фатеж — Дмитриев), в 20,5 км от автодороги 38К-005 (Конышёвка — Жигаево — 38К-038), в 16 км от автодороги 38К-017 (Курск — Льгов — Рыльск — граница с Украиной), в 15 км от автодороги 38К-023 (Льгов — Конышёвка), в 2 км от автодороги межмуниципального значения 38Н-162 (Коробкино – детский оздоровительный лагерь), в 17 км от ближайшего ж/д остановочного пункта Марица (линия Навля — Льгов I).
В 165 км от аэропорта имени В. Г. Шухова (недалеко от Белгорода).